# Pożniki
Pożniki – kolonia  wsi Czeremcha-Wieś w Polsce położona w województwie podlaskim, w powiecie hajnowskim, w gminie Czeremcha.
W latach 1975–1998 miejscowość administracyjnie należała do województwa białostockiego.